# Pavel Landovský
Pavel Landovský (ur. 11 września 1936 w Havlíčkovym Brodzie, zm. 10 października 2014 w Kytín) – czeski aktor, dramaturg, dysydent i sygnatariusz Karty 77.

## Wybrana filmografia
- Pociągi pod specjalnym nadzorem (1966)
- Svatba jako řemen (1967)
- Soukromá vichřice (1967)
- Pension pro svobodné pány (1967)
- Małgorzata, córka Łazarza (1967)
- Rakev ve snu viděti (1968)
- Flirt se slečnou Stříbrnou (1969)
- Utrpení mladého Boháčka (1969)
- Případ pro začínajícího kata (1969)
- Já, truchlivý bůh (1969)
- Svatby pana Voka (1970)
- Hry lásky šálivé (1971)
- Slaměný klobouk (1971)
- Hledá se pan Tau (1972)
- Nieznośna lekkość bytu (1988)
- Černí baroni (1992)
- Nejasná zpráva o konci světa (1997)
- Anděl Exit (2000)
- Mach, Šebestová a kouzelné sluchátko (2001)
- Kousek nebe (2005)
- Butelki zwrotne (2007)
- Chyťte doktora (2007)
- Do Czech razy sztuka (2008)
- Setkání v Praze, s vraždou (2008), (TV film)
- Stínu neutečeš (2009)